# Sergio Camello
Sergio Camello (Madrid, 2001. február 10. –) olimpiai bajnok spanyol korosztályos válogatott labdarúgó, a Rayo Vallecano csatárja kölcsönben az Atlético Madrid csapatától.

## Pályafutása

### Klubcsapatokban
Camello a spanyol fővárosban, Madridban született. Az ifjúsági pályafutását a helyi Las Encinas csapatában kezdte, majd az Atlético Madrid akadémiájánál folytatta.
2018-ban mutatkozott be az Atlético Madrid tartalék, majd 2019-ben az első osztályban szereplő felnőtt keretében. 2019. május 18-án, a Levante ellen idegenben 2–2-es döntetlennel zárult bajnoki félidejében, Thomas Partey cseréjeként lépett pályára, majd a 79. percben meg is szerezte első gólját a klub színeiben. A 2021–22-es szezonban a másodosztályú Mirandés, míg a 2022–23-as szezonban a Rayo Vallecano csapatát erősítette kölcsönben.

### A válogatottban
Camello az U16-ostól az U21-esig több korosztályos válogatottban is képviselte Spanyolországot.
2021-ben debütált az U21-es válogatottban. Először a 2021. november 12-ei, Málta ellen 5–0-ra megnyert mérkőzés 61. percében, Beñat Turrientest váltva lépett pályára.
2024-ben a párizsi olimpián a spanyol válogatott tagjaként olimpiai bajnoki címet szerzett.

## Statisztikák
2023. május 4. szerint
| Klub                        | Szezon   | Osztály          | Bajnokság | Bajnokság | Kupa és Ligakupa | Kupa és Ligakupa | Nemzetközi | Nemzetközi | Összesen | Összesen |
| Klub                        | Szezon   | Osztály          | Meccs     | Gól       | Meccs            | Gól              | Meccs      | Gól        | Meccs    | Gól      |
| --------------------------- | -------- | ---------------- | --------- | --------- | ---------------- | ---------------- | ---------- | ---------- | -------- | -------- |
| Atlético Madrid             | 2018–19  | La Liga          | 1         | 1         | 0                | 0                | —          | —          | 1        | 1        |
| Atlético Madrid             | 2019–20  | La Liga          | 2         | 0         | 1                | 0                | —          | —          | 3        | 0        |
| Atlético Madrid             | 2020–21  | La Liga          | 0         | 0         | 1                | 0                | 1          | 0          | 2        | 0        |
| Atlético Madrid             | Összesen | Összesen         | 3         | 1         | 2                | 0                | 1          | 0          | 6        | 1        |
| Mirandés (kölcsönben)       | 2021–22  | Segunda División | 36        | 15        | 1                | 0                | —          | —          | 37       | 15       |
| Rayo Vallecano (kölcsönben) | 2022–23  | La Liga          | 33        | 6         | 3                | 1                | —          | —          | 36       | 7        |
| Összesen                    | Összesen | Összesen         | 72        | 22        | 6                | 1                | 1          | 0          | 79       | 23       |

## Sikerei, díjai
Atlético Madrid
- La Liga
  - Bajnok (1): 2020–21